# Медзокорона
Медзокоро́на (итал. Mezzocorona) — коммуна в Италии, располагается в провинции Тренто области Трентино-Альто-Адидже, центр сообщества Ротальяна-Кёнигсберг.
Население составляет 4711 человек, плотность населения составляет 188 чел./км². Занимает площадь 25 км². Почтовый индекс — 38016. Телефонный код — 0461.
Покровителем коммуны почитается святой Готтард, празднование во второе воскресение после Пасхи.